# Джейкоб Райт
Джейкоб Ентоні Райт (англ. Jacob Anthony Wright, нар. 21 вересня 2005, Манчестер, Англія) — англійський футболіст, півзахисник клубу «Норвіч Сіті».

## Ігрова кар'єра

### Клубна
Джейкоб Райт є вихованцем клубної академії «Манчестер Сіті». У 2023 році молодий футболіст разом з першою командою відправився до Саудівської Аравії на Клубний чемпіонат світу.
7 січня 2024 року в матчі Кубка Англії проти «Гаддерсфілд Таун» Райт дебютував у першій команді, вийшовши на заміну у другому таймі. 6 березня 2024 року Райт вийшов на заміну Холланду на останніх хвилинах матчу Ліги чемпіонів проти «Копенгагена».
У лютому 2025 року футболіста віддали в оренду до кінця сезону у клуб Чемпіоншипу «Норвіч Сіті». Орендний договір передбачає викуп контракту гравця за 5 млн фунтів стерлінгів.

### Збірна
З 2022 року Джейкоб Райт виступає за юнацькі збірні Англії різних вікових категорій.